# Umji
Kim Ye-won (hangul: 김예원, hanja: 金藝元; Incheon, 19 de agosto de 1998), más conocida como Umji (hangul: 엄지), es una cantante, bailarina, compositora, letrista y rapera surcoreana. Es miembro del grupo GFriend, y también forma parte del trío musical Viviz desde octubre de 2021.

## Primeros años
Umji nació el 19 de agosto de 1998, en Incheon, Corea del Sur  es la hija menor de su familia (un hermano mayor y una hermana mayor). Su padre es dentista y presidente de una famosa corporación dental en Corea del Sur.
Umji asistió a un prescolar en inglés por lo que tiene un dominio considerable del idioma además curso la escuela media en   Shinsong , Incheon y se graduó en la Escuela de Artes Escénicas de Seúl (SOPA - Departamento de teatro) en febrero del 2017, junto a su compañera de grupo SinB.

## Carrera

### 2015-2021 Carrera en GFriend
Umji debutó como miembro de la banda femenina surcoreana GFriend al comienzo de 2015 con la canción «Glass Bead». El grupo tuvo su primera aparición en el programa de música Music Bank el 16 de enero.
En septiembre de 2016, lanzó su primera banda sonora en solitario para el drama surcoreano «Shopping King Louie», titulado  «The Way».
En noviembre de 2017, participó en King of Mask Singer, participando en dos rondas hasta que fue eliminada por  Sunwoo Jung-a.
En marzo de 2020, la cantante lanzó su segunda banda sonora para el drama surcoreano Welcome titulado  «Welcome». En abril de 2020, reemplazó a su compañera de grupo Eunha como nueva DJ de Naver Now «Avenger Girls».
En octubre de 2020, Umji apareció con Eunha en el programa Knowing Bros mostrando un adelanto de su nuevo single «Mago»  antes de comenzar las promociones de su 3er álbum de estudio con GFriend  回:Walpurgis Night lanzado dos semanas después, el 9 de noviembre.

### 2021-presente: Nueva agencia y debut de Viviz
En 2021 después de salir de su anterior agencia Source Music, se une  el 6 de octubre de 2021 a BPM Entertainment para formar un nuevo grupo Viviz junto con sus compañeras de GFriend Eunha y SinB . El 16 de noviembre se anuncia que Umji participara como DJ exclusiva en la plataforma web de transmisión de audio «Spoon Radio» con transmisiones en vivo en  durante una hora todos los martes a las 9 pm hasta el 4 de enero de 2022.

## Discografía

### Apariciones de  banda sonora
| Título                                         | Año  | Posición en listas de éxitos | Ventas | Álbum                      |
| Título                                         | Año  | KOR                          | Ventas | Álbum                      |
| ---------------------------------------------- | ---- | ---------------------------- | ------ | -------------------------- |
| «The Way»                                      | 2016 | —                            | N/A    | OST de Shopping King Louie |
| «Welcome»                                      | 2020 | —                            | N/A    | OST de Welcome             |
| "—" denota lanzamientos que no se registraron. |      |                              |        |                            |

### Créditos de composición
Todos los créditos de las canciones están adaptados de la base de datos de la Korea Music Copyright Association.
| Título             | Año  | Álbum                 | Artista | Letrista | Compositor | Arreglista |
| ------------------ | ---- | --------------------- | ------- | -------- | ---------- | ---------- |
| «Hope»             | 2019 | Fever Season          | GFriend | Yes      | No         | No         |
| «Eye of the Storm» | 2020 | 回:Song of the Sirens | GFriend | Yes      | Yes        | No         |
| «Tarot Cards»      | 2020 | 回:Song of the Sirens | GFriend | Yes      | Yes        | No         |
| «Mago»             | 2020 | 回:Walpurgis Night    | GFriend | Yes      | Yes        | No         |
| «Better Me»        | 2020 | 回:Walpurgis Night    | GFriend | Yes      | Yes        | No         |
| «Eve love»         | 2020 | Sencillo sin álbum    | Umji    | Yes      | Yes        | Yes        |
| «Love You Like»    | 2022 | Beam Of Prism         | Viviz   | Yes      | No         | No         |
| «Hypnotize»        | 2024 | VOYAGE                | Viviz   | Yes      | No         | No         |
| «Love & Tears»     | 2024 | VOYAGE                | Viviz   | Yes      | Yes        | No         |
| «Always»           | 2025 | Season of Memories    | GFriend | Yes      | Yes        | No         |

## Filmografía

### Apariciones en vídeos musicales
| Año  | Video Musical          | Artista        | Notas                    |
| ---- | ---------------------- | -------------- | ------------------------ |
| 2015 | «Sweetie Pie» (다이뻐) | Lee Seung-hwan | con el resto de GFriend. |

### Radio
| Año       | Título        | Cadena             | Papel | Nota                                         | Ref.   |
| --------- | ------------- | ------------------ | ----- | -------------------------------------------- | ------ |
| 2020-2021 | Avenger Girls | Naver Now          | DJ    | 15 de abril de 2020 - 27 de enero de 2021    | [ 21 ] |
| 2021–2022 | Umji Cells    | Spoon Radio Studio | DJ    | 16 de noviembre de 2021 – 4 de enero de 2022 | [ 22 ] |